# Noah Frommelt
Noah Frommelt (Vaduz, 18 dicembre 2000) è un calciatore liechtensteinese, centrocampista del Kosova Zurigo e della nazionale liechtensteinese.

## Carriera

### Club
Nato nel 2000, dopo aver giocato nelle giovanili e nella seconda squadra del Vaduz, fino al 2018, nell'estate di quell'anno è passato al Balzers, altra squadra liechtensteinese, militante in Seconda Lega interregionale, quinta serie svizzera. Ha debuttato in gialloblu il 19 agosto, entrando al 72' della vittoria casalinga per 5-2 contro il Bazenheid della 2ª giornata di campionato. Ha segnato le sue prime reti il 6 ottobre, realizzando una doppietta nel successo esterno per 4-1 in rimonta contro l'Uzwil del 9º turno di Seconda Lega interregionale. Alla prima stagione ha vinto il gruppo 6 di campionato, ottenendo la promozione in 1ª Lega. Ha esordito in questo campionato il 3 agosto 2019, alla 1ª giornata, subentrando all' 82' della vittoria in trasferta contro il Red Star Zurigo per 3-0. Ha realizzato il suo primo gol il 2 novembre, segnando la rete del definitivo 2-2 al 78' nel 13º turno di 1ª Lega in casa contro il Tuggen.

### Nazionale
Nel 2015, a 15 anni, ha ricevuto le prime convocazioni nelle nazionali giovanili liechtensteinesi, in Under-17, con la quale ha disputato nello stesso anno 3 gare nelle qualificazioni all'Europeo di Azerbaigian 2016.
Nel 2017 ha debuttato in Under-19, giocando fino al 2018 10 volte, delle quali 5 nelle qualificazioni agli Europei di categoria di Finlandia 2018 e Armenia 2019, realizzando anche 1 rete .
Il 7 settembre 2018 ha esordito in Under-21, giocando titolare nella sconfitta per 2-1 in trasferta contro il Galles a Bangor nelle qualificazioni all'Europeo di Italia e San Marino 2019.
Il 18 novembre 2019 ha debuttato anche in nazionale maggiore, entrando al 67' al posto di Michele Polverino nella sconfitta per 3-0 in casa a Vaduz contro la Bosnia ed Erzegovina nell'ultima gara delle qualificazioni all'Europeo itinerante 2020.

## Statistiche

### Presenze e reti nei club
Statistiche aggiornate al 9 novembre 2019.
| Stagione        | Squadra         | Campionato      | Campionato | Campionato | Coppe nazionali | Coppe nazionali | Coppe nazionali | Coppe continentali | Coppe continentali | Coppe continentali | Altre coppe | Altre coppe | Altre coppe | Totale | Totale | Totale |
| Stagione        | Squadra         | Comp            | Pres       | Reti       | Comp            | Pres            | Reti            | Comp               | Pres               | Reti               | Comp        | Pres        | Reti        | Pres   | Reti   |        |
| --------------- | --------------- | --------------- | ---------- | ---------- | --------------- | --------------- | --------------- | ------------------ | ------------------ | ------------------ | ----------- | ----------- | ----------- | ------ | ------ | ------ |
| 2018-2019       | Balzers         | 2LI             | 13         | 2          | LC              | 0               | 0               | -                  | -                  | -                  | -           | -           | -           | 13     | 2      |        |
| 2019-2020       | Balzers         | 1L              | 12         | 2          | LC              | 1               | 1               | -                  | -                  | -                  | -           | -           | -           | 13     | 3      |        |
| Totale carriera | Totale carriera | Totale carriera | 25         | 4          | -               | 1               | 1               | -                  | -                  | -                  | -           | -           | -           | 26     | 5      |        |

### Cronologia presenze e reti in nazionale
| Cronologia completa delle presenze e delle reti in nazionale ― Liechtenstein | Cronologia completa delle presenze e delle reti in nazionale ― Liechtenstein | Cronologia completa delle presenze e delle reti in nazionale ― Liechtenstein | Cronologia completa delle presenze e delle reti in nazionale ― Liechtenstein | Cronologia completa delle presenze e delle reti in nazionale ― Liechtenstein | Cronologia completa delle presenze e delle reti in nazionale ― Liechtenstein | Cronologia completa delle presenze e delle reti in nazionale ― Liechtenstein | Cronologia completa delle presenze e delle reti in nazionale ― Liechtenstein |
| Data                                                                         | Città                                                                        | In casa                                                                      | Risultato                                                                    | Ospiti                                                                       | Competizione                                                                 | Reti                                                                         | Note                                                                         |
| ---------------------------------------------------------------------------- | ---------------------------------------------------------------------------- | ---------------------------------------------------------------------------- | ---------------------------------------------------------------------------- | ---------------------------------------------------------------------------- | ---------------------------------------------------------------------------- | ---------------------------------------------------------------------------- | ---------------------------------------------------------------------------- |
| 18-11-2019                                                                   | Vaduz                                                                        | Liechtenstein                                                                | 0 – 3                                                                        | Bosnia ed Erzegovina                                                         | Qual. Euro 2020                                                              | -                                                                            | 67’                                                                          |
| 8-9-2020                                                                     | Serravalle                                                                   | San Marino                                                                   | 0 – 2                                                                        | Liechtenstein                                                                | UEFA Nations League 2020-2021 - 1º turno                                     | -                                                                            | 77’ 90+4’                                                                    |
| 7-10-2020                                                                    | Lussemburgo                                                                  | Lussemburgo                                                                  | 1 – 2                                                                        | Liechtenstein                                                                | Amichevole                                                                   | -                                                                            | 46’ 63’                                                                      |
| 10-10-2020                                                                   | Vaduz                                                                        | Liechtenstein                                                                | 0 – 1                                                                        | Gibilterra                                                                   | UEFA Nations League 2020-2021 - 1º turno                                     | -                                                                            | 46’ 73’                                                                      |
| 17-11-2020                                                                   | Gibilterra                                                                   | Gibilterra                                                                   | 1 – 1                                                                        | Liechtenstein                                                                | UEFA Nations League 2020-2021 - 1º turno                                     | -                                                                            |                                                                              |
| 25-3-2021                                                                    | Vaduz                                                                        | Liechtenstein                                                                | 0 – 1                                                                        | Armenia                                                                      | Qual. Mondiali 2022                                                          | -                                                                            | 65’                                                                          |
| 28-3-2021                                                                    | Skopje                                                                       | Macedonia del Nord                                                           | 5 – 0                                                                        | Liechtenstein                                                                | Qual. Mondiali 2022                                                          | -                                                                            | 31’ 67’                                                                      |
| 31-3-2021                                                                    | Vaduz                                                                        | Liechtenstein                                                                | 1 – 4                                                                        | Islanda                                                                      | Qual. Mondiali 2022                                                          | -                                                                            | 69’                                                                          |
| 3-6-2021                                                                     | San Gallo                                                                    | Svizzera                                                                     | 7 – 0                                                                        | Liechtenstein                                                                | Amichevole                                                                   | -                                                                            |                                                                              |
| 7-6-2021                                                                     | Tórshavn                                                                     | Fær Øer                                                                      | 5 – 1                                                                        | Liechtenstein                                                                | Amichevole                                                                   | -                                                                            | 31’                                                                          |
| 2-9-2021                                                                     | San Gallo                                                                    | Liechtenstein                                                                | 0 – 2                                                                        | Germania                                                                     | Qual. Mondiali 2022                                                          | -                                                                            |                                                                              |
| 5-9-2021                                                                     | Bucarest                                                                     | Romania                                                                      | 2 – 0                                                                        | Liechtenstein                                                                | Qual. Mondiali 2022                                                          | -                                                                            |                                                                              |
| 8-9-2021                                                                     | Erevan                                                                       | Armenia                                                                      | 1 – 1                                                                        | Liechtenstein                                                                | Qual. Mondiali 2022                                                          | -                                                                            | 48’                                                                          |
| 11-10-2021                                                                   | Reykjavík                                                                    | Islanda                                                                      | 4 – 0                                                                        | Liechtenstein                                                                | Qual. Mondiali 2022                                                          | -                                                                            | 58’                                                                          |
| 11-11-2021                                                                   | Wolfsburg                                                                    | Germania                                                                     | 9 – 0                                                                        | Liechtenstein                                                                | Qual. Mondiali 2022                                                          | -                                                                            |                                                                              |
| 14-11-2021                                                                   | Vaduz                                                                        | Liechtenstein                                                                | 0 – 2                                                                        | Romania                                                                      | Qual. Mondiali 2022                                                          | -                                                                            | 80’                                                                          |
| 25-3-2022                                                                    | San Pedro del Pinatar                                                        | Capo Verde                                                                   | 6 – 0                                                                        | Liechtenstein                                                                | Amichevole                                                                   | -                                                                            | 63’                                                                          |
| 29-3-2022                                                                    | San Pedro del Pinatar                                                        | Fær Øer                                                                      | 1 – 0                                                                        | Liechtenstein                                                                | Amichevole                                                                   | -                                                                            | 55’, 58’ 57’                                                                 |
| 22-9-2022                                                                    | Vaduz                                                                        | Liechtenstein                                                                | 0 – 2                                                                        | Andorra                                                                      | UEFA Nations League 2022-2023 - 1º turno                                     | -                                                                            | 35’ 46’                                                                      |
| 24-3-2023                                                                    | Lisbona                                                                      | Portogallo                                                                   | 4 – 0                                                                        | Liechtenstein                                                                | Qual. Euro 2024                                                              | -                                                                            |                                                                              |
| 26-3-2023                                                                    | Vaduz                                                                        | Liechtenstein                                                                | 0 – 7                                                                        | Islanda                                                                      | Qual. Euro 2024                                                              | -                                                                            |                                                                              |
| Totale                                                                       |                                                                              | Presenze                                                                     | 21                                                                           |                                                                              | Reti                                                                         | 0                                                                            |                                                                              |

## Palmarès

### Club

#### Competizioni nazionali
- Seconda Lega interregionale: 1

Balzers: 2018-2019 (gruppo 6)